# Viktor Frankl
Pour les articles homonymes, voir Frankl.
Viktor Emil Frankl, né le 26 mars 1905 à Vienne et mort le 2 septembre 1997 à Vienne, est un professeur autrichien de neurologie et de psychiatrie. Il est le créateur d'une nouvelle thérapie qu'il baptise logothérapie, qui prend en compte le besoin de « sens ontologique » et la dimension spirituelle de la personne.

## Biographie
Né au sein d'une famille juive ashkénaze viennoise, dès l’âge de quinze ans, il correspond avec Sigmund Freud. En 1921, il donne sa première conférence sur le thème : « À propos du sens de la vie » et devient membre actif des jeunes travailleurs socialistes.
En 1925, étudiant en médecine, il rencontre personnellement Freud tout en se rapprochant du cercle d’influence d’Alfred Adler. L’année suivante, il est exclu de l’association de psychologie individuelle par Alfred Adler en raison de ses divergences idéologiques et en matière de pratique de la discipline avec lui.
De 1933 à 1936, il dirige le « pavillon des femmes suicidaires » de l’hôpital psychiatrique de Vienne.
Quand les nazis prennent le pouvoir en Autriche, il sabote les ordres reçus, au risque de sa vie, afin de ne pas euthanasier les malades mentaux dans le cadre du programme Aktion T4. Il est démis de ses fonctions pour cette raison en 1940.
En 1942, sa famille et lui-même sont déportés dans le camp de concentration de Theresienstadt. Puis, le 19 octobre 1944 il est envoyé à Auschwitz. Il est fait prisonnier du camp, et porte le numéro : 119 104, après quelques jours en zone de transit il est envoyé au camp de travail de Kaufering. 
Il observe avec étonnement que les plus robustes, qui étaient le plus dans l’action, étaient les premiers à mourir tandis que ceux qui paraissaient les plus faibles résistaient beaucoup plus longtemps : « Face à l'absurde, les plus fragiles avaient développé une vie intérieure qui leur laissait une place pour garder l'espoir et questionner le sens. ». Ses parents y ont trouvé la mort, alors que son épouse est morte au camp de Bergen-Belsen. Il ne l'apprendra qu'après sa libération, survenue le 27 avril 1945.
Dans les premières éditions de son best-seller, Viktor Frankl écrit que c'est la vie dans les conditions inhumaines des camps de concentration qui l'a poussé vers sa théorie du sens de la vie (la logothérapie). Cette affirmation ne figure plus dans les éditions suivantes. L'historien Timothy Pytell affirme que ces revirements s'expliquent par le fait que « la logothérapie a en fait été développée sous les auspices de l'institut Goerin, financé par les nazis, dans les années 30. »
Pendant 25 ans, Viktor Frankl sera le directeur de la polyclinique neurologique de Vienne.
En 1948, il obtient son doctorat de philosophie sur le sujet : « Le Dieu inconscient ». En 1955, il devient professeur à l’université de Vienne. En 1970, à San Diego en Californie, le premier institut de logothérapie au monde est fondé.
On trouve aujourd’hui des centres et des associations de logothérapie dans trente pays. Ses livres sont traduits dans 32 langues.

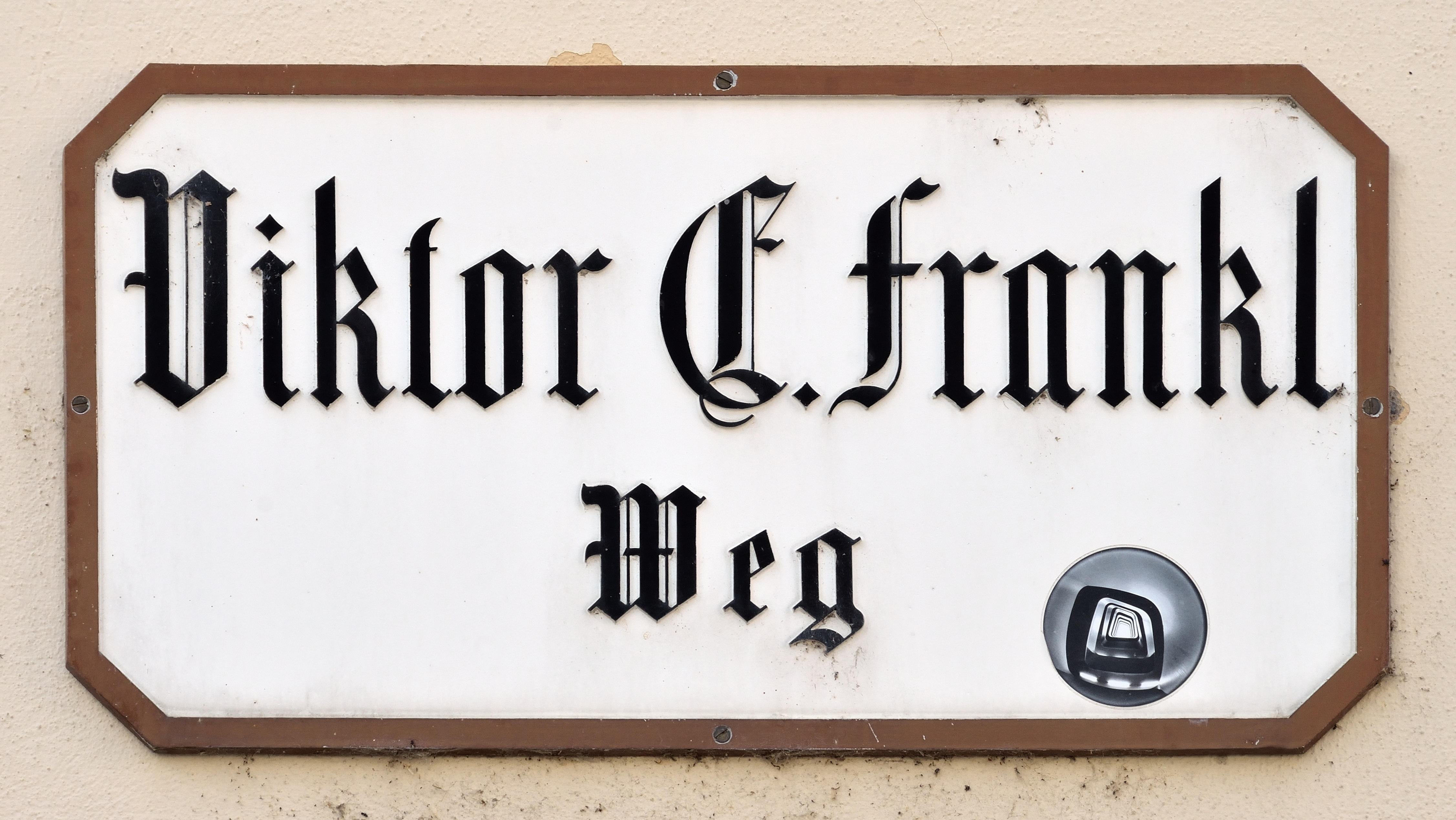
Rue nommée en l'honneur de Viktor E. Frankl sur le campus de l'université de Vienne.

## Publications
- Viktor Frankl, Georges Elia Sarfati (traduction, introduction et notes) et Vincent Lenhardt (préface) (trad. de l'anglais), Nos raisons de vivre : à l'école du sens de la vie, Paris, InterÉditions, 2009, 192 p. (ISBN 978-2-7296-1007-4 et 2729610073, OCLC 495323425) Traduction de The will to meaning foundations and applications of logotherapy (1988)  (ISBN 9780452010345)
- Viktor E. Frankl. Retrouver le sens de la vie, InterEditions, 2017  (ISBN 978-2-7296-1678-6). Anthologie réunie et présentée par Alexander Batthyany. Traduction, avant-propos et notes par Georges-Elia Sarfati.
- Viktor E. Frankl : Ce qui ne figure pas dans mes livres, InterÉditions, 2014.
- Viktor Frankl, Découvrir un sens à sa vie avec la logothérapie, Montréal, Actualisation, 1988, 164 p. (ISBN 2-7619-0709-4 et 978-2-7619-0709-5, OCLC 17586855)
- (en) Viktor Frankl, Man's search for meaning, New York, Washington Square Press/Pocket Books, 1985, 221 p. (ISBN 0-671-66736-X, 978-0-6710-2337-9 et 978-0-6716-6736-8, OCLC 14407595)
- Viktor Frankl (trad. de l'allemand), Le dieu inconscient, Paris, Centurion, 1975, 99 p. (ISBN 2-227-30506-1 et 978-2-2273-0506-9, OCLC 299345793)
- Viktor Frankl, Un psychiatre déporté témoigne, éditions du Chalet, 1967
- Sous la direction du professeur en psychiatrie Yves Pélicier, sont parus les actes d'un colloque intitulé « Présence de Frankl », éditions du Tricorne, Genève, 1996. Ce colloque a eu lieu le 11 décembre 1992 à Paris sur le thème : « Autour de l'œuvre de Viktor E. Frankl, des raisons pour vivre ». Il contient la traduction française d'une conférence inédite de Frankl, « Réflexions sur la pathologie de l'esprit contemporain », p. 9-21. Les autres contributions sont signées de : Dr Yves Edel, Pr Yves Pélicier, Dr Anne Gasqueres, Pr Michel Laxenaire, Pr Pietro Giordano, Pr Luc Pareydt s.j., Pr Demetrio Barcia, Pr Antonio Fernandes Da Fonseca, Pr Jean-Claude Benoit, Dr Adolfo Fernandez-Zoila, Pr Paul Albou, DrChristine Lecerf.  (ISBN 2-8293-0137-4).

#### Article
- Rolf Kühn, « La pensée de Victor Frankl et notre temps », Le Portique, no 18 « Heidegger. La pensée à l'heure de la mondialisation »,‎ 2006 (lire en ligne)

#### Ouvrages
- Léo Abrami, Une démarche thérapeutique : La logothérapie, Tequi, 2006 (ISBN 978-2-7403-1291-9)
- Pascal Le Vahou, Une psychothérapie existentielle : La logothérapie de Viktor Frankl, Paris, L’Harmattan, coll. « Psychanalyse et civilisations / Trouvailles et retrouvailles », 2006, 317 p. (ISBN 978-2-296-00190-9, présentation en ligne)
- Elisabeth Lukas (trad. G. Ferracci), La logothérapie : Théorie et pratique, Paris, Tequi, 2004, 302 p. (ISBN 978-2-7403-1156-1, présentation en ligne)
- (en) Tymothy Pytell, Viktor Frankl's search for meaning : an emblematic 20th-century life, New York, Berghahn Books, 2015, 208 p. (ISBN 978-1-78238-830-2, présentation en ligne).
- Georges-Elia Sarfati, Manuel d’analyse existentielle et de logothérapie, Paris, Dunod, Col. ‘’Psychothérapie’’, 2018.